# Васильев, Иван Васильевич (рабочий)

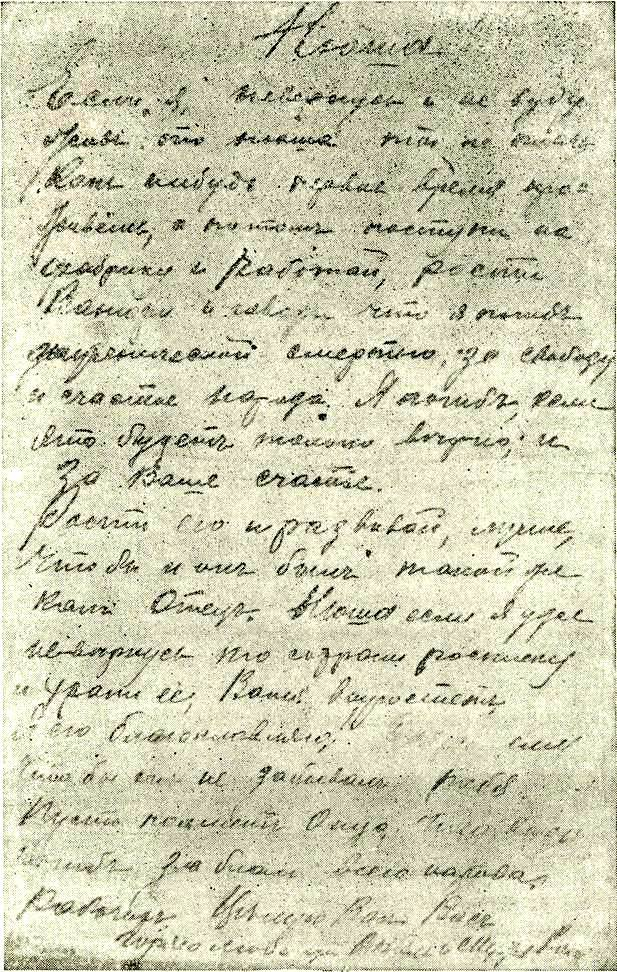
Прощальное письмо Ивана Васильева

Ива́н Васи́льевич Васи́льев (1880, Изубрево, Смоленская губерния — 9 [22] января 1905, Нарвская площадь, Санкт-Петербург) — деятель российского рабочего движения, председатель правления «Собрания русских фабрично-заводских рабочих г. Санкт-Петербурга», соратник Георгия Гапона. Убит в день «Кровавого воскресенья» 9 января 1905 года у Нарвских триумфальных ворот.

## Биография
Иван Васильевич Васильев родился в 1880 году в деревне Изубрево Сычёвского уезда Богоявленской волости Смоленской губернии в бедной крестьянской семье. В раннем возрасте отправился на заработки в Петербург, где работал на фабриках Малой Невки. По профессии ткач. Участвовал в рабочих товарищеских кружках, свободное время посвящал самообразованию.
Около 1903 года познакомился со священником Георгием Гапоном, занимавшимся созданием легальных рабочих организаций. В мае 1903 года вошёл в конспиративный кружок, собиравшийся на квартире Гапона. Был одним из первых посвящён в замысел Гапона, стремившегося к созданию независимого от правительства рабочего союза. В сентябре 1903 года вошёл в инициативную группу основателей новой организации — «Собрания русских фабрично-заводских рабочих г. Санкт-Петербурга». В 1904 году, после утверждения устава «Собрания», стал одним из членов его правления.
Одновременно входил в «тайный комитет», или «штаб», созданный из надёжных рабочих и собиравшийся на квартире Гапона на Церковной улице. В марте 1904 года вместе с Георгием Гапоном и рабочими А. Е. Карелиным, Д. В. Кузиным и Н. М. Варнашёвым принял так называемую «Программу пяти», которая стала тайной программой «Собрания». Программа включала в себя как экономические, так и политические требования, и впоследствии целиком вошла в состав Рабочей петиции 9 января 1905 года.
В сентябре 1904 года на общем собрании был избран председателем правления «Собрания русских фабрично-заводских рабочих». На этом посту зарекомендовал себя как деятельный организатор и талантливый оратор, чем приобрёл среди рабочих большую популярность. На собраниях последовательно проводил принцип рабочей самодеятельности, предполагавший независимость рабочего движения как от правительства, так и от политических партий. Способствовал налаживанию контактов «Собрания» с либеральной общественностью.
Осенью 1904 года, с началом кампании земских петиций, стал активным сторонником выступления с рабочей петицией. После инцидента на Путиловском заводе, где были уволены четверо членов «Собрания», возглавил депутацию к директору завода, требовавшую восстановления уволенных рабочих. Принимал участие в выработке текста Петиции рабочих и жителей Санкт-Петербурга 9 января 1905 года. Под одним из списков Петиции, хранившимся в Ленинградском музее революции, стоит подпись Ивана Васильева. В январские дни участвовал в чтении петиции в отделах «Собрания», призывал рабочих идти к царскому дворцу.
Утром 9 января 1905 года Иван Васильев вместе с Георгием Гапоном возглавил шествие рабочих к Зимнему дворцу от Нарвского отдела «Собрания». У Нарвских триумфальных ворот шествие подверглось атаке кавалерии, но продолжало двигаться вперёд. По свидетельству очевидцев, передние ряды шли, взявшись за руки, с пением религиозных молитв. После троекратного предупреждения по демонстрантам были произведены ружейные залпы, и шествие было рассеяно. Васильев, шедший в первом ряду вместе с Гапоном, был убит наповал.
Простреленная солдатскими пулями рубашка Васильева долгие годы хранилась рабочими как реликвия.

### Семья
Васильеву было 24 года, у него остались жена и малолетний сын.

## Личность Васильева
Рабочие сохранили об Иване Васильеве тёплые воспоминания. По общему признанию, это был человек большой души, отличавшийся простотой и искренностью и пользовавшийся всеобщей любовью. Несмотря на молодой возраст и отсутствие образования, он был хорошим оратором и умел произносить зажигательные речи. Журналист Н. Симбирский, хорошо знавший Васильева, писал о нём в годовщину событий 9 января:
«Мне много приходилось беседовать с покойным Васильевым — это был человек кристально-чистой души, большого ума и той подкупающей простоты, которая невольно манит к себе. Это был типичный русский герой — незаметный, скромный, застенчивый даже в обыденной жизни, не любивший шумихи рекламы и вечно конфузящийся своей действительно громадной популярности среди рабочих. Но силён был дух в этом незаметном человеке, сильна любовь к ближнему — брату-рабочему. И эту черту „силы любви“, которая большой частью незаметно проходит среди наших развинченных интеллигентных сообществ, подметили в Васильеве простые сердца рабочих и избрали его своим главарём…»

## Прощальное письмо
Накануне 9 января Васильев написал своей жене прощальное письмо, в котором просил не печалиться о его гибели и растить сына, говоря, что его отец погиб за счастье всего народа:

Нюша! Если я не вернусь и не буду жив, то, Нюша, ты не плачь, как-нибудь первое время проживёшь, а потом поступи на фабрику и работай, расти Ванюру и говори, что я погиб мученической смертью, за свободу и счастье народа. Я погиб, если это будет только верно, и за ваше счастье. Расти его и развивай лучше, чтобы и он был такой же, как отец. Нюша, если я уже не вернусь, то сохрани расписку и храни её; Ваня вырастет, я его благословляю! Скажи ему, чтобы он не забывал тебя. Пусть поймёт отца, что отец погиб за благо всего народа, рабочих. Целую вас. Ваш горячо любящий отец и муж Ваня— Прощальное письмо Ивана Васильева

## Текст письма
- Прощальное письмо Ивана Васильева